# Даймбэг Даррелл
Да́ррелл Лэнс Э́бботт (англ. Darrell Lance Abbott), также известный как Да́ймонд Да́ррелл (англ. Diamond Darrell), более известен как Да́ймбэг Да́ррелл (англ. Dimebag Darrell; 20 августа 1966 — 8 декабря 2004) — американский музыкант, гитарист-виртуоз, вокалист, один из основателей грув-метал-групп Pantera и Damageplan, вместе со своим старшим братом Винни Полом, и считается одним из основоположников жанра грув-метал в целом. Считается одним из лучших гитаристов всех времён, также известнен своими формами гитар. 8 декабря 2004 года был убит Натаном Гейлом на концерте Damageplan в Коламбусе (штат Огайо).

## Ранние годы
Даррелл Лэнс Эбботт родился в Арлингтоне (штат Техас), пригороде Далласа и Форт-Уэрта, в семье музыканта и продюсера Джерри Эбботта. Его отец владел звукозаписывающей студией Pantego Sound Studios в Пантего, где Даррелл видел и слышал много блюзовых гитаристов, но после того, как он услышал Эйса Фрэйли из группы Kiss, он сам захотел начать играть на гитаре. К тому времени его старший брат Винни Пол уже учился играть на барабанах. Даррелл тоже пытался управиться с инструментом, но Винни сказал, что на ударных у него плохо получается, и посоветовал Дарреллу искать себе другой инструмент. Даррелл попросил у отца гитару. Ей стала Hondo Les Paul (копия Gibson Les Paul), и вскоре братья джемовали уже вместе. Через некоторое время Даррелл стал участвовать в различных соревнованиях, часто с гитаристами, которые играли на 10 лет дольше него, но тем не менее он одерживал победы. На одном из таких соревнований он в качестве приза получил гитару Dean ML, с которой Даррелл провёл большую часть своей музыкальной жизни. К 18 годам его уже никуда не пускали, так как он слишком часто выигрывал, но охотно приглашали на должность судьи.

## Группы

### Pantera
В 1981 году Винни Пол с Дарреллом собирают свою первую группу Pantera. Участникам было по 15—17 лет и товарищи Винни были против участия Даррелла, считая его «слишком маленьким». Винни заявил — либо Даррелл играет, либо группы не будет. Дайм брата не подвёл, вскоре он становится основным соло-гитаристом коллектива. Похожая ситуация сложилась шестью годами позже, когда Дэйв Мастейн пригласил Даррелла в Megadeth. Дайм сказал, что с удовольствием будет играть в группе (а предложение было поистине выгодным) только при условии, что за барабаны сядет Винни. Но место барабанщика Megadeth было уже занято Ником Менца, и Дарреллу пришлось отказаться.
Pantera, начавшая с каверов Kiss и Van Halen, долгое время играла в стиле глэм-метал. Со временем, под влиянием таких групп, как Slayer, Metallica, Megadeth, Black Sabbath и подобных, коллектив сменил своё звучание и стал одним из основателей грув-метала. Популярность к группе пришла только с пятым альбомом — Cowboys from Hell (1990). Следующий альбом группы — Vulgar Display of Power (1992) — представил по-настоящему уникальное звучание Pantera и был назван одним из самых влиятельных метал-альбомов 1990-х. Тогда же Даррелл меняет старый псевдоним Diamond на Dimebag.
Группа официально просуществовала до 2003 года. Конфликты братьев с вокалистом Филом Ансельмо начались ещё в середине 1990-х. Причиной тому послужили пьяные выходки Фила, его пристрастие к наркотикам, а также серьёзная болезнь спины вокалиста. В результате с сентября 2001 года Ансельмо, будучи в турах со своими сайд-проектами, в течение двух лет никак не связывался с участниками Pantera, в свою очередь, Ансельмо утверждал, что ему никто не звонил. В 2003 году Дайм и Винс официально вышли из состава Pantera. Ансельмо отказывался комментировать эту ситуацию и утверждал, что такая группа не может просто так распасться, это ещё не конец. Братья Эбботы же заявляли, что, выйдя из состава Pantera, прождав Ансельмо два года, они были готовы к тому, что дороги назад не будет и они уже никогда не вернутся обратно.

### Damageplan
После распада группы Pantera братья Эбботты решили основать новую группу. В качестве вокалиста они взяли бывшего гитариста Halford Патрика Лэхмана, а позже Боба Зилла на бас. 10 февраля 2004 года Damageplan выпустила свой дебютный альбом New Found Power. За первую неделю в США было продано 44 676 копий пластинки. Также был записан материал для второго альбома, однако из-за смерти Даррелла он так и не вышел.

### Другие проекты
C 1996 года и до образования Damageplan братья Эбботты и басист Pantera Рэкс Браун время от времени совместно с кантри-музыкантом Дэвидом Алланом Коу работали над альбомом совместного сайд-проекта Rebel Meets Rebel. Альбом был выпущен 2 мая 2006 года на лейбле Винсента Big Vin Records. По словам Винсента, его самое любимое соло Даймбэга находится в этом альбоме, в песне «Get Outta My Life».
Даймбэг исполнил гитарные соло в нескольких песнях Anthrax в период, когда их вокалистом был Джон Буш «King Size» и «Riding Shotgun» из альбома Stomp 442, «Inside Out» и «Born Again Idiot» из Volume 8: The Threat Is Real, «Strap It On» и «Cadillac Rock Box» (так же, как и вокальное вступление) из We've Come for You All. В одном из интервью басист Anthrax Фрэнк Бэлло сказал, что «Даррелл был шестым членом Anthrax». Даймбэг также сыграл соло в заглавной песне альбома Voodoo группы King Diamond. Семпл одного из его соло был использован группой Nickelback в песне «Side of a Bullet».
Незадолго до смерти Даймбэг записал с группой Premenishen соло для песни «Eyes of the South». Группа состояла из двух его кузин — басистки Хизер Мэнли и гитаристки Эйприл Адкиссон. Название песни случайно совпало с одним из треков первого альбома группы Down — одного из проектов Фила Ансельмо.
Ходили слухи, что Даймбэг и его близкий друг Закк Уайлд будут сотрудничать с Керри Кингом, но они не подтвердились. Однако Даймбэг был одним из тех, кого Майк Портной хотел пригласить в созданную им группу Liquid Tension Experiment.
Корни творчества Даймбэга лежат в кантри, он поддерживал музыкальную жизнь в Далласе и иногда записывался с местными музыкантами. 2 декабря 2006 года была обнаружена одна из таких очень редких записей. Даймбэг вместе с далласским музыкантом «Throbbin Donnie» Rodd’ом записал вокальную и гитарную партии для песни «Country Western Transvestite Whore».
Братья Эбботты вместе с Рексом Брауном (во времена Pantera) и Бобом Зиллой (во времена Damageplan) каждый Новый год выступали под названием «Gasoline». Также они под названием «Tres Diablos» перепели песню ZZ Top «Heard it on the X».

## Смерть
8 декабря 2004 года в Коламбусе (штат Огайо) во время концерта группы в клубе «Alrosa Villa» психически неуравновешенный фанат группы Pantera Натан Гейл открыл стрельбу из пистолета Beretta 92F, убив четырёх человек (включая Даррелла) и тяжело ранив двоих. Даймбэг получил пять ранений, из которых одно в голову, убившее его мгновенно. Ему было 38 лет.
Трое других, убитых Гейлом, — 23-летний Натан Брэй — посетитель концерта из Коламбуса, 29-летний работник клуба Эрин Халк из северо-западного Коламбуса и 40-летний охранник группы Damageplan Джеф Томпсон.
Также в перестрелке были ранены барабанный техник группы Джон Брукс и менеджер Крис Палуска.
По заявлению полиции, Гейл успел сделать 15 выстрелов и один раз перезарядить оружие. Во время стрельбы он хранил молчание. Когда служба безопасности попыталась остановить его, Гейл обстрелял их, ранив Палуску и убив Халка, который пытался напасть на него с пивной бутылкой. Начальник охраны Damageplan Джеффри Томпсон некоторое время сдерживал убийцу, не дав ему убить других музыкантов — Винни Пола Эбботта и Джона Грэхема. В драке Гейл потерял очки, что не позволило ему через несколько минут заметить офицера полиции Джеймса Ниггемейера. Томпсон был смертельно ранен Гейлом.
Пришедший на концерт Натан Брэй выпрыгнул на сцену, чтобы оказать первую помощь Даймбэгу и Томпсону, сделал шаг навстречу Гейлу и был застрелен в грудь.
Брукс некоторое время боролся с Гейлом на сцене, но при попытках отобрать оружие получил ранения в правую руку, правую ногу и корпус и был взят в заложники как живой щит.
Пять полицейских во главе с Риком Крамом поспешили к сцене через главный вход. Офицер Джеймс Д. Ниггемейер вошёл через задний ход за сценой. Гейл видел только офицеров впереди сцены, он не успел увидеть Ниггемейера. Когда заложник убрал голову, Ниггемейер застрелил Гейла в лицо из табельного оружия. У Гейла было найдено ещё 35 патронов.
Присутствовавшая на концерте 28-летняя медсестра Майнди Рис вместе с ещё одним фанатом оказывали Дарреллу первую помощь до приезда кареты скорой помощи.
Даймбэг Даррелл был похоронен на Мемориальном кладбище Мура в Арлингтоне, штат Техас.
В мае 2005 года Ниггемейер предстал перед судом графства Франклин, что является обычной процедурой после полицейской перестрелки. Суд полностью оправдал Ниггемейера.
Ниггемейер получил похвалу Офицерской тренировочной комиссии штата Огайо за заслуги в критической ситуации, а также титул лучшего полицейского 2005 года от Национальной оружейной ассоциации. Пять других присутствовавших офицеров получили медали полицейской службы штата Огайо за храбрость. В 2006 году Джеймс Ниггемейер написал вступление для книги A Vulgar Display of Power: Courage and Carnage at the Alrosa Villa.
Ранние теории предполагали, что мотивом преступления для Гейла послужили распад Pantera или же конфликт между Эбботтом и вокалистом Pantera Филом Ансельмо, но это было опровергнуто в процессе следствия. Согласно другой гипотезе, Гейл верил, что Эбботт украл у него песню. В книге A Vulgar Display of Power многие личные записи Гейла, предоставленные его матерью автору, показывают, что это также неправда, но из-за шизофрении Гейл верил, что группа могла читать, красть его мысли и смеяться над ним.

## Инструменты
В начале своей музыкальной карьеры Даймбэг использовал гитары «Dean», в частности «Dean ML» со звукоснимателями «Bill Lawrence L500XL», обращёнными «горячей» стороной к грифу. Его основной гитарой была ML, переделанная Бадди Блейзом и украшенная уникальным рисунком из молний. Она имела тремоло «Floyd Rose» и носила название «Dean From Hell». Даймбэг использовал гитары «Dean» в 1983—1994 годах.
Когда выпуск «Dean ML» был прекращён, Даррелл начал пробовать гитары многих других производителей. Не одобрив гитары «B.C. Rich» (на которых играл его друг Керри Кинг), некоторое время (около четырёх месяцев) он пользовался продукцией «Jackson Guitars», а затем перешёл на «Washburn».
Даймбэг использовал «Washburn» с 1995 до 2004, в том числе именные модели «Dimebolt», «333», «Culprit» и «Stealth». Гитары «Washburn» для Дайма делал Юрий Шишков — признанный гитарный мастер, которого Даймбэг называл «Crazy Russian» (рус. Сумасшедший русский). Дайму очень нравились эти гитары, а сам Юрий вспоминает Дайма как очень скромного и приветливого человека — антагонистом его сценического образа. Основными гитарами «Washburn» стали «Stealth», «Dime 3» и «Culprit» — уникальная модель «Washburn», сильно отличавшаяся от «Dean ML».
За несколько месяцев до смерти Даррелл прекратил свои долгие отношения с «Washburn» и вернулся обратно к «Dean», что совпало по времени с возвращением основателя Dean Guitars Дина Зелински. Dean сделали для него новую именную гитару под названием «Dime O' Flame», которую он начал использовать на концертах. Как дань уважения к нему, в 2005 году Dean выпустили новую серию «Dime Tribute». В неё входят как дешёвые гитары с привинченным грифом, декой из липы и менее качественными звукоснимателями, так и дорогие, оснащённые «Dimebucker»’ами, «Floyd Rose» и несъёмным грифом. Незадолго до смерти Даймбэг помогал Dean Guitars в разработке дизайна новой гитары, которую он назвал «Razorback». После его смерти Dean закончила этот проект и посвятила памяти музыканта.
Компания Seymour Duncan производит именные звукосниматели «Dimebucker», созданные при участии Даррелла. Даймбэгу они нравились, но в большинстве собственных гитар он продолжал использовать «Bill Lawrence».
На пике своей карьеры Даймбэг также сотрудничал с MXR и Dunlop в создании «примочек» «MXR Dime Distortion» и «Dimebag „Crybaby from Hell“ Wah», соответственно.
Даррелл использовал такие усилители, педали и оборудование:
- Randall RG100ES Heads (1983—1991, 1996)
- Randall Century 200 Heads (1992—1995, 1998—2000)
- Randall Warhead Heads (2000—2004)
- Randall X2 Warhead Heads (2004)
- Krank Revolution Heads (конец 2004)
- MXR 6 Band Graphic Equalizer
- Furman PQ4 (1983—1995, 2004)
- Furman PQ3 (1996—2001)
- Furman PQ3 Reissue (2004)
- MXR Flanger/Doubler
- Digitech Whammy Pedal
- Jim Dunlop 535Q Wah Pedal
- Korg Rackmount Tuner

Когда за несколько недель до смерти Даррелл прервал деловые отношения с Washburn, он также расстался и с усилителями компании Randall Amplifiers, заключив контракт с Krank. Он годами был верен транзисторным «Randall», но в конце 2004 года переключился на использование чисто ламповых «Krank», планируя перестроить свой звук, создав так называемый «Krankenstein» — для этого вместе с усилителями «Krank» Даймбэг использовал педаль эффектов «Zakk Wylde Overdrive» компании Dunlop. В своих интервью Закк Уайлд, Керри Кинг и Фил Ансельмо признаются, что и по сей день нет гитариста с таким уникальным и мощным звучанием, которого достиг Даймбег.

## Истоки
На раннее творчество Даймбэга сильно повлияли группы Kiss и Iron Maiden, музыканты Эйс Фрэйли, Тони Айомми, Рэнди Роадс, Ингви Мальмстин, Эдди Ван Хален, Ангус Янг, Джими Хендрикс, Кал Эдмондсон, Расти Бернс и Пэт Трэверс. Как-то в интервью Даймбэг сказал, что если бы не было Эйса Фрэйли, не было бы и Даймбэга Даррелла — у него даже была на груди татуировка автографа гитариста Kiss. По просьбе Даймбэга Эйс при встрече подписал её чернилами, а затем мастер по контуру набил саму тату.
Также Даймбэг отмечал влияние многих своих современников, таких как Зак Вайлд из Black Label Society, Джеймс Хэтфилд и Кирк Хэмметт из Metallica, Томми Виктор из Prong и Пэйдж Гамильтон из Helmet.
В конце 1980-х годов, во времена расцвета пауэр-метала, Даймбэг часто играл песни Джо Сатриани, в том числе «Crushing Day». Также он использовал элементы песен Сатриани (например, «Echo») в своих концертных соло.
Во многих интервью Даймбэг говорил, что на его риффы и настройку гитары (часто она была настроена ниже на полтора тона или больше) очень сильно повлияло творчество Тони Айомми из Black Sabbath. Pantera сделала много каверов на Black Sabbath — «Planet Caravan», «Hole In the Sky» и «Electric Funeral».
В музыкальных изданиях, таких как Kerrang!, Даймбег часто публиковался, но не только как медийный персонаж. Дайм часто рассказывал о теории музыки, о построении гитарных риффов, приводя в пример «почти идеальный» альбом British Steel легендарных Judas Priest. Также Дайм всегда говорил о том, что в развитии хорошего слуха помогает подбор композиции на слух, а не игра по табулатурам.

## Память
- Песня группы Nickelback «Side Of A Bullet», вышедшая 2005 году в альбоме All The Right Reasons, не только посвящена Даймбэгу, но и содержит одно из его неиспользованных при жизни соло.
- Российская металкор-группа Amatory на обложке своего сингла «Чёрно-белые дни» отдала дань памяти Даймбэгу Дарреллу.
- Закк Уайлд (Black Label Society) написал песню «In This River» в память о Даймбэге. В клипе на эту песню маленькие Закк и Даймбэг появляются в главных ролях. Лицо Даймбэга появляется в конце клипа.
- Группа Disturbed посвятила памяти Даррелла студийный альбом Ten Thousand Fists.
- В знак своего уважения Эдди Ван Хален положил в могилу Дайму свою чёрно-жёлтую гитару «Frankenstrat».
- С 2009 года инициативная группа StayMetal.ru проводит в Москве концерты в память Даймбэга. Первый концерт прошёл 13 декабря в клубе «Релакс», в концерте прозвучали только каверы на группу Pantera. В 2010 году в день смерти Дайма (8 декабря) концерт прошёл в клубе «ХО» при участии команд Free At Last, Scream In Darkness, Ambehr, Untrue Orchestra и Dark Secret Love[3].
- Ещё один символ уважения к жизни и творчеству Даррелла — песня «Aesthetics of Hate» команды Machine Head. Песня входит в альбом The Blackening (2007 год).
- Песня из альбома Блэйза Бейли The King Of Metal 2012 года «Dimebag» также посвящается Дарреллу.
- Также памяти Дарелла группа Avenged Sevenfold посвятила песню «Betrayed» из альбома City of Evil.
- Даймбэгу Дарреллу посвящён документальный фильм о метале Heavy Metal: Louder Than Life (2006 г.), в котором многие знаменитые исполнители выражают своё уважение к музыканту.
- В музее восковых фигур рок-легенд на канадской стороне Ниагарского водопада экспонируется восковая фигура Даймбега в полный рост.
- В песне «The Priest» группы Limp Bizkit есть слова: «I see someone in rage Killing Dimebag on stage».
- Гитарист группы Korn, Брайан Уэлч, посвятил Дарреллу инструментальный трек «Letter to Dimebag».
- В альбоме Formless (2006) флоридской прогрессив-метал группы Aghora есть трек «Dime», посвящённый Даррелу.
- 17 мая 2007 года на Голливудской аллее рока был установлен бронзовый бюст Даймбэга Даррелла.
- Гитарист Buckethead посвятил Дарреллу композицию «The Android of Notre Dame».